# Centrophorus squamosus
Squale-chagrin de l'Atlantique
Espèce
Statut de conservation UICN

 VU A2bd+3bd+4bd : Vulnérable
Répartition géographique
Le Squale-chagrin de l'Atlantique (Centrophorus squamosus) est une espèce de requin benthopélagique vivant à une profondeur de 145 à 2 400 m. Il se rencontre dans l'est de l'Atlantique (de l'Islande jusqu'à l'Afrique du Sud) et à l'ouest de l'Océan indien ainsi que dans l'ouest du Pacifique.
Cet élasmobranche est commercialisé depuis peu pour sa chair sous le nom de siki ou saumonette. Il a aussi été pêché pour l'huile que l'on peut tirer de son foie. 
Certains laboratoires fabriquent des compléments alimentaires à base de leur cartilage, prétendant accroitre "le bien être articulaire", mais il n'existe pas de résultats scientifiques probants permettant de certifier les effets (la démarche n'est pas comparable à celle de l'homéopathie).

## Synonyme
- Centrophorus foliaceus Günther, 1877